# Малоншићи
Малоншићи се као већа ратничка дружина у Зети помињу још 1411. године (заједно са ратничком дружином Бјелопавлића, Озринића и Мазница, у вези са нападом на дубровачке трговце, који су се враћали из Србије). Катун Малоншићи, у Горњој Зети XV вијека, помиње се у млетачком документу, односно списку (из 1455. године) у којем се наводе катуни, који су чинили зетски „Збор“. Такође, у повељи Ђурђа Црнојевића, из 1492. године, први пут се помиње село Загарач, у катуну Малоншића и поименично набраја њихова властела. У повељи истог владара, из 1494. године, набројено је неколико братстава и имена из предјела катуна Малоншићи.

## Поријекло
Настањивали су простор између Доњe Зете и Мораче, а срeдиште им је било у каснијим предјелима племена Загарач, Комани и у Косовом Лугу (у близини данашњег Даниловграда). Једни историчари закључују да су потицали из албанске области Малесије („Малонси“ - Црногорци) а у Загарачу и даље постоји назив Маленза (за село и брдо) што указује на поријекло Малоншића.

## У држави Црнојевића
Године 1452. Малоншићи са Бјелопавлићима, Пјешивцима и Лужанима (из истоимене жупе) прилазе на страну Стефана (Стефанице) Црнојевића (владао од 1451-1465) који је ратовао против Млечана. Приликом склапања споразума у Врањини, између Стефанице Црнојевића, у присуству зетског Збора (представници 51 дружине „катуна“, односно „општине“) са једне стране и млетачке Сињорије, са друге – спомињу се и Малоншићи. Том приликом је Стефаница признао млетачку власт.

## Расељавање
Због положаја који су заузимали, Малоншићи су нарочито били изложени ударима османских освајача, што је узроковало њихово расељавање. Дио њих је остао у Горњој Зети и пришао другим катунима (каснијим племенима). На њиховој територији су касније формирана два мања племена (Комани и Загарач) док је Косови Луг ушао у састав племена Бјелопавлића.